# Santiago Choápam
Santiago Choápam es una población del estado mexicano de Oaxaca, ubicada a noreste del territorio estatal, en la región de la Cuenca del Papaloapan.

## Localización y demografía
Santiago Choápam se encuentra al extremo noreste de Oaxaca, forma parte del distrito de Choapan en la región de la Cuenca del Papaloapan. Sus coordenadas geográficas son 17°21′38″N 95°55′21″O / 17.36056, -95.92250 y tiene una altitud de 879 metros sobre el nivel de mar.

## Historia
Choápam fue parte de la jurisdicción de la Villa Alta de San Ildefonso de los Zapotecas. Hacia 1520 habitaban nativos de tres lenguas distintas: zapotecos, chinantecos y mixes. Choápam o Guinvetzi (en zapoteco) se rebeló contra los conquistadores españoles en 1552 debido al trato de esclavos a los que fueron sometidos los naturales. La encomienda paso a La Corona antes de 1545.
Los dominicos se encargaron de fundar una doctrina en el siglo XVII